# Didymelaceae
Didymelaceae foi uma família de plantas com flor. O sistema APG II (2003) não reconhece esta família como tal, colocando as plantas envolvidas na família Buxaceae. No entanto, o sistema APG II permite a segregação opcional desta família: é desta forma não atribida a uma ordem (Didymelalles) e colocada na linhagem basal das eudicotiledóneas.
No atual APG IV (2016), essa família foi reduzida a nível de gênero (Didymeles) e inserida na família Buxaceae (ordem Buxales). 
A família é composta por um único género, Didymeles, com provavelmente duas espécies de árvores nativas de Madagáscar e Ilhas Comores